# Sanquianga
Sanquianga (špa. Río Sanquianga) je rijeka na zapadu Kolumbije koja se ulijeva u Tihi ocean.

## Tok rijeke
Rijeka teče kroz departman Nariño.

## Klima
Prosječna temperatura oko 27°C. Godišnja količina padalina je 3,000 to 4,000 mm. Najviše kiše padne u lipnju i srpnju. Studeni je najsušniji mjesec.

## Delta
Postoji velika riječna delta na ušću Sanquiange koja hrani područje mangrova Esmeraldes-Pacific Colombia vodom s relativno visokim sadržajem sedimenta.  Stabla mangrova imaju krošnje koje dosežu 40 to 50 metres (130 to 160 ft) u visinu. Nacionalni park prirode Sanquianga pokriva područje delte rijeke koja je povremeno poplavljena djelovanjem plima i rijeka. Prostire se na površini od 80,000 hectares (200,000 acres) u općinama Mosquera, El Charco i Olaya Herrera. Pacifičke plime prenose utjecaj morskih voda mnogo kilometara u unutrašnjost niske obalne nizine.

## Reference
- Carlos Borda. Northern South America: Northern Colombia. WWF: World Wide Fund for Nature. Pristupljeno 19. lipnja 2017.
- Río Sanquianga: Colombia. National Geospatial-Intelligence Agency. Pristupljeno 25. lipnja 2017.
- Sanquianga. www.colparques.net. Pristupljeno 25. lipnja 2017.